# 石井浩
石井 浩（いしい ひろし、1958年1月1日 - ）は、日本の男性俳優、アクションコーディネーター。東京都出身。アーバンアクターズ所属。身長175cm。体重75kg。血液型はO型。

## 出演

### 映画
- の・ようなもの（1981年） - 車のセールスマン
- スターダスト・ストーリー 星砂物語（1987年）
- ズッコケ三人組 怪盗X物語（1998年）
- やくざの詩（2003年） - 大野組組員
- 北の零年（2005年） - 政府の役人
- 渋谷物語（2005年）
- 石内尋常高等学校 花は散れども（2008年） - 仇討ちされる侍
- 相棒
  - 相棒 -劇場版II- 警視庁占拠! 特命係の一番長い夜（2010年）
  - 相棒 -劇場版III- 巨大密室! 特命係 絶海の孤島へ（2014年）
- アウトレイジ ビヨンド（2012年）
- 二流小説家 シリアリスト（2013年）
- ふしぎな岬の物語（2014年）
- 25 NIJYU-GO（2014年）
- 嫌な女（2016年）

### テレビドラマ
- Gメン'75（TBS）
  - 第203話「また逢う日まで 速水涼子刑事」（1979年）
  - 第210話「出刃包丁を持った男」（1979年）
  - 第217話「3時間30分 銀行支店長夫妻の秘密」（1979年）
  - 第226話「電話魔」（1979年）
  - 第229話「暴走トラック殺人ゲーム」（1979年）
  - 第235話「師走のトリック殺人」（1979年）
  - 第248話「警察の中に出た幽霊」（1980年）
  - 第269話「少年とギャングの自転車レース」（1980年）
  - 第277話「大暴走! ガソリンタンクローリー」（1980年） − 白バイ警官
  - 第289話「裸の女囚たち」−日本革命派メンバー（1980年）
  - 第327話「マイホーム 親と子の殺し合い事件」（1981年）
  - 第330話「19歳の金髪美女強盗団」（1981年）
  - 第350話「壁の中の赤い殺意」（1982年）
- ウルトラシリーズ
  - ウルトラマン80（TBS）
    - 第30話「砂漠に消えた友人」（1980年） - UGM隊員B ※ノンクレジット[1]
    - 第43話「ウルトラの星から飛んで来た女戦士」（1981年） - 遊牧星人ガラガラ星人[1]

  - ウルトラマンダイナ（MBS）
    - 第6話「地上最大の怪獣」（1997年） - 菌糸怪獣フォーガス（怪人体）
    - 第47話「さらばハネジロー」（1998年） - 放浪宇宙人ファビラス星人（A）/ 魔石超人デビルファビラスの声

  - ウルトラマンガイア（1998年 - 1999年） - 瀬沼龍一
  - ウルトラマンコスモス（MBS）
    - 第4話「落ちてきたロボット」（2001年） - 友達ロボット イゴマスの声
    - 第14話「時の娘 後編」、第25話「異星の少女（ひと）」（2001年） - 石井
    - 第48話「ワロガ逆襲」、第58話「復讐の空」（2002年） - 石井
- ポニーテールはふり向かない 第24話「限りなき前進」（1986年、TBS）
- 不倫の恋日記 第3話（1988年、TBS）
- 女優 夏木みどりシリーズ / 土曜サスペンス・モンロー殺人事件（1988年、フジテレビ）
- 女と愛とミステリー / 刑法第三十九条 フラッシュ・バック（2001年、BSジャパン）
- お見合い放浪記 第12話（2002年、NHK） - スーツの男
- アルバイト探偵（アイ）（2005年、WOWOW） - 梅本の部下
- 生物彗星WoO 第4話「WoO、死なないで」（2006年、NHKデジタル衛星ハイビジョン） - ヤクザ
- 鹿鳴館（2008年、テレビ朝日）
- 相棒（テレビ朝日）
  - （2008年） - 強盗殺人犯
  - （2010年） - 二見祥之 ※ノンクレジット
  - （2014年） - 山本洋一
  - （2016年） - 尾形治夫
  - （2018年） - ホームレス
  - （2019年） - 宮川保憲
  - （2023年） - 強盗被害者
  - （2024年） - 百川賀津夫
  - （2025年） - 大田原俊彦
- Cafe吉祥寺で（2008年、テレビ東京）
- この世で俺/僕だけ（2013年、BSジャパン） - 王様を襲う男
- 土曜ワイド劇場（テレビ朝日）
  - 警視庁・捜査一課長2（2013年）
  - 終着駅の牛尾刑事VS事件記者・冴子13（2013年）
- 東京スカーレット〜警視庁NS係 第5話「増殖する嘘」（2014年、TBS）
- 金曜プレステージ / 外科医 鳩村周五郎13（2014年、フジテレビ）
- 華政（2015年、MBC）
- 黒蠍（2016年、BSフジ）

### 再現ドラマ
- 日立 世界・ふしぎ発見!・宮本武蔵篇

### Vシネマ
- 飯島愛のギルガメッシュな関係（1993年）
- 修羅の荒野1,2 - 鈴木
- 新・静かなるドン
- 新・極道（やくざ）渡世の素敵な面々
- 日本極道史
- 報復攻撃

### 舞台
- アーバンアクターズ公演「ピーチな奴」（2001年、銀座小劇場）
- 二期会オペラ・実相寺昭雄演出「魔笛」（2007年、新国立劇場オペラ劇場）
- 二期会オペラ・実相寺昭雄演出「魔笛」 （2010年、新国立劇場オペラパレス）

### CM
- 高橋酒造・しろ / 時代劇篇（2008年）